# 김형식 (연출가)
김형식은 대한민국의 텔레비전 드라마 연출감독이다.

## 드라마
- 2004년 SBS 주말극장 《작은 아씨들》... 공동연출
- 2005년 SBS 드라마스페셜 《건빵선생과 별사탕》 ... 공동연출
- 2005년 SBS 주말 특별기획 드라마 《프라하의 연인》 ... 공동연출
- 2007년 SBS 드라마스페셜 《외과의사 봉달희》 ... 연출
- 2009년 SBS 드라마스페셜 《카인과 아벨》 ... 연출
- 2010년 SBS 월화 미니시리즈 《나는 전설이다》 ... 연출
- 2011년 SBS 드라마스페셜 《싸인》 ... 공동연출
- 2012년 SBS 드라마스페셜 《유령》 ... 공동연출
- 2013년 SBS 월화 미니시리즈 《수상한 가정부》 ... 연출
- 2014년 SBS 월화 특별기획 드라마 《비밀의 문: 의궤 살인 사건》 ... 공동연출
- 2015년 tvN 금토 미니시리즈 《두번째 스무살》 ... 연출
- 2018년 tvN 월화 미니시리즈 《멈추고 싶은 순간 : 어바웃 타임》 ... 연출
- 2022년 tvN 토일미니시리즈 《슈룹》 ... 연출